# Copa Libertadores de Futsal Femenino 2017
La Copa Libertadores de Futsal Femenino 2017 o Conmebol Libertadores de Futsal Femenino 2017 fue la cuarta edición del torneo internacional de la Copa Libertadores de Futsal Femenino organizado por la Confederación Sudamericana de Fútbol. Se disputó en la ciudad de Luque, Paraguay, entre el 15 y el 22 de julio de 2017, resultando campeón el equipo Uno Chapecó de Brasil.

## Equipos participantes

### Información de los equipos
| País      | Club                         | Ciudad                  | Entrenador/a   |
| --------- | ---------------------------- | ----------------------- | -------------- |
| Argentina | San Lorenzo                  | Buenos Aires            | Claudio García |
| Bolivia   | Atlantes                     | Santa Cruz de la Sierra | Ángel Reyes    |
| Brasil    | Uno Chapecó                  | Chapecó                 | Eder Popiolski |
| Chile     | Palestino                    | Santiago de Chile       | Isabel Barrios |
| Colombia  | Bello Real Antioquia         | Bello                   | Israel Bolaños |
| Ecuador   | Cumanda Agua Lluvia          | Puyo                    | Favian Ayovi   |
| Paraguay  | Sports Colonial              | Asunción                | Diego Barboza  |
| Perú      | Club Municipalidad San Borja | Lima                    | Eduardo Chang  |
| Uruguay   | Río Negro City               | Fray Bentos             | Luis Silva     |
| Venezuela | Trujillanos                  | Valera                  | Luis Cáceres   |

## Forma de disputa
Los 10 equipos se agrupan en dos grupos de cinco que deben jugar todos contra todos. Los dos primeros de cada grupo clasifican para disputar las semifinales y los ganadores de la misma la final. Adicionalmente los dos terceros de cada grupo deben disputar el quinto puesto, los dos cuartos el séptimo puesto y los dos quintos, el noveno puesto.

## Torneo

### Grupo A
| Equipo                  | Pts. | PJ | PG | PE | PP | GF | GC | DG  |
| ----------------------- | ---- | -- | -- | -- | -- | -- | -- | --- |
| Club Sport Colonial     | 10   | 4  | 3  | 1  | 0  | 14 | 5  | 9   |
| Trujillanos FC          | 10   | 4  | 3  | 1  | 0  | 14 | 7  | 7   |
| Río Negro City          | 6    | 4  | 2  | 0  | 2  | 10 | 9  | 1   |
| Cumanda Agua Lluvia     | 3    | 4  | 1  | 0  | 3  | 11 | 16 | −5  |
| Municipalidad San Borja | 0    | 4  | 0  | 0  | 4  | 4  | 16 | −12 |

Jornada 1
| 15 de julio de 2017, 14:00 (UTC-4) | Trujillanos FC                  | 3:0 | Municipalidad San Borja | Comité Olímpico Paraguayo, Luque |  |
|                                    | María Viloria · Bárbara Sánchez |     |                         |                                  |  |

| 15 de julio de 2017, 18:30 (UTC-4) | Club Sport Colonial                                          | 4:1 | Cumanda Agua Lluvia | Comité Olímpico Paraguayo, Luque |  |
|                                    | Lorena Brítez · Paola Brítez · Claudia Romero · Damia Cortaz |     | Sonia Ferrín        |                                  |  |

Jornada 2
| 16 de julio de 2017, 14:00 (UTC-4) | Trujillanos FC    | 3:1 | Río Negro City   | Comité Olímpico Paraguayo, Luque |  |
|                                    | Lavinia Antequera |     | Federica Silvera |                                  |  |

| 16 de julio de 2017, 18:00 (UTC-4) | Club Sport Colonial                           | 4:1 | Municipalidad San Borja | Comité Olímpico Paraguayo, Luque |  |
|                                    | Paola Brítez · Claudia Romero · Damia Cortaza |     | Almendra Silva          |                                  |  |

Jornada 3
| 17 de julio de 2017, 14:00 (UTC-4) | Río Negro City                                  | 5:1 | Municipalidad San Borja | Comité Olímpico Paraguayo, Luque |  |
|                                    | Mariana Crocano · Federica Silvera · Paula Novo |     | Emely Flores            |                                  |  |

| 17 de julio de 2017, 18:00 (UTC-4) | Trujillanos FC                                                    | 6:4 | Cumanda Agua Lluvia                               | Comité Olímpico Paraguayo, Luque |  |
|                                    | Lavinia Antequera · Yulestsy Dueñas · María Viloria · Yilvi Conce |     | Sonia Ferrin · Andrea Ochoa · Yanayra Vizuete · - |                                  |  |

Jornada 4
| 18 de julio de 2017, 16:00 (UTC-4) | Municipalidad San Borja          | 2:4 | Cumanda Agua Lluvia                               | Comité Olímpico Paraguayo, Luque |  |
|                                    | Naomí Martínez · Fabiola Herrera |     | Yanaira Vizuete · Diana Robalino · Doris Martínez |                                  |  |

| 18 de julio de 2017, 20:00 (UTC-4) | Club Sport Colonial          | 3:1 | Río Negro City | Comité Olímpico Paraguayo, Luque |  |
|                                    | Paola Brítez · Priscila Back |     | María Novo     |                                  |  |

Jornada 5
| 19 de julio de 2017, 16:00 (UTC-4) | Río Negro City                                           | 3:2 | Cumanda Agua Lluvia         | Comité Olímpico Paraguayo, Luque |  |
|                                    | Alejandra Laborda · Federica Silvera · Florencia Vicente |     | Ariana Asqui · Andrea Ochoa |                                  |  |

| 19 de julio de 2017, 20:00 (UTC-4) | Club Sport Colonial        | 2:2 | Trujillanos FC                           | Comité Olímpico Paraguayo, Luque |  |
|                                    | Nadia Rodas · Paola Brítez |     | Carolina Bentancourt · Lavinia Antequera |                                  |  |

### Grupo B
| Equipo                   | Pts. | PJ | PG | PE | PP | GF | GC | DG  |
| ------------------------ | ---- | -- | -- | -- | -- | -- | -- | --- |
| Uno Chapecó              | 12   | 4  | 4  | 0  | 0  | 25 | 3  | 22  |
| Club Deportivo Palestino | 7    | 4  | 2  | 1  | 1  | 13 | 16 | −3  |
| San Lorenzo              | 6    | 4  | 2  | 0  | 2  | 12 | 12 | 0   |
| Bello Real Antioquia     | 2    | 4  | 0  | 2  | 3  | 6  | 10 | −5  |
| Atlantes                 | 1    | 4  | 0  | 1  | 3  | 7  | 21 | −14 |

Jornada 1
| 15 de julio de 2017, 16:00 (UTC-4) | Uno Chapecó                                                                                         | 8:0 | Atlantes | Comité Olímpico Paraguayo, Luque |  |
|                                    | Brenda de Souza · Tainara Scandel · Luisa Mayara · Thalia Martins · Devora Vanin · Joana Franciscon |     |          |                                  |  |

| 15 de julio de 2017, 20:30 (UTC-4) | San Lorenzo     | 1:3 | Palestino                                             | Comité Olímpico Paraguayo, Luque |  |
|                                    | Caterina Tacker |     | Maryorie Hernández · Ivette Olivares · Nicol Sanhuesa |                                  |  |

Jornada 2
| 16 de julio de 2017, 20:00 (UTC-4) | San Lorenzo                     | 4:3 | Bello Real Antioquia          | Comité Olímpico Paraguayo, Luque |  |
|                                    | Sindy Ramírez · Daiana Mangafas |     | María Pineda · Nathaly Lozada |                                  |  |

| 16 de julio de 2017, 16:00 (UTC-4) | Uno Chapecó | 10:2 | Palestino | Comité Olímpico Paraguayo, Luque |  |
|                                    | Michi · Tainara Scandel · Adalina Da Silva · Brenda de Souza · Viviane Pazzinato · Joana Franciscon · Devora Vanin |      | - · -     |                                  |  |

Jornada 3
| 17 de julio de 2017, 20:00 (UTC-4) | Bello Real Antioquia         | 2:2 | Palestino                   | Comité Olímpico Paraguayo, Luque |  |
|                                    | Paola Honde · Angie Valbuena |     | Ivonne Nina · María Urrutia |                                  |  |

| 17 de julio de 2017, 16:00 (UTC-4) | San Lorenzo                                                       | 6:3 | Atlantes                                        | Comité Olímpico Paraguayo, Luque |  |
|                                    | Daiana Mangafas · Lourdes Lezcano · Débora Molina · Eliana Medina |     | María Salazar · Nancy Jamachi · Patricia Melgar |                                  |  |

Jornada 4
| 18 de julio de 2017, 14:00 (UTC-4) | Palestino                                                                                           | 6:3 | Atlantes                   | Comité Olímpico Paraguayo, Luque |  |
|                                    | Catalina Díaz · Nicol Sanhueza · Verónica Riquelme · Javiera Toro · María Urrutia · Ivette Olivares |     | Karla Ticona · Ivonne Nina |                                  |  |

| 18 de julio de 2017, 18:00 (UTC-4) | Uno Chapecó                                    | 4:0 | Bello Real Antioquia | Comité Olímpico Paraguayo, Luque |  |
|                                    | Luisa Mayara · Julia Guiratti · Thalia Martins |     |                      |                                  |  |

Jornada 5
| 19 de julio de 2017, 14:00 (UTC-4) | Bello Real Antioquia | 1:1 | Atlantes    | Comité Olímpico Paraguayo, Luque |  |
|                                    | Jenny Marques        |     | Ivonne Nina |                                  |  |

| 19 de julio de 2017, 18:00 (UTC-4) | Uno Chapecó                    | 3:1 | San Lorenzo   | Comité Olímpico Paraguayo, Luque |  |
|                                    | Brenda Souza · Tainara Scandel |     | Sindy Ramírez |                                  |  |

## Etapa final

### Clasificación 5º al 10º

#### Noveno lugar
| 21 de julio de 2017, 12:00 (UTC-4) | Municipalidad San Borja | 1:3 | Atlantes                     | Comité Olímpico Paraguayo, Luque |  |
|                                    | Emaly Flores            |     | Karla Ticona · Nancy Jamachi |                                  |  |

#### Séptimo lugar
| 21 de julio de 2017, 14:00 (UTC-4) | Cumanda Agua Lluvia            | 2:4 | Bello Real Antioquia                                   | Comité Olímpico Paraguayo, Luque |  |
|                                    | Nathalia Lema · Diana Robalino |     | Fernanda Rodríguez · Eliana Rodríguez · Angie Valbuena |                                  |  |

#### Quinto lugar
| 21 de julio de 2017, 16:00 (UTC-4) | Río Negro City                       | 3:6 | San Lorenzo                                                                    | Comité Olímpico Paraguayo, Luque |  |
|                                    | Federica Silvera · Agustina Arambulo |     | Daiana Mangafas · Débora Molina · Cecilia López · Flavia Cavia · Eliana Medina |                                  |  |

### Clasificación 1º al 4º
|  | Semifinales         | Semifinales         |   |           | Final               | Final               |  |
|  | 21 de julio de 2017 | 21 de julio de 2017 |   |           | 22 de julio de 2017 | 22 de julio de 2017 |  |
|  |                     |                     |   |           |                     |                     |  |
|  |                     |                     |   |           |                     |                     |  |
|  | Colonial            | 7                   |   |           |                     |                     |  |
|  | Palestino           | 2                   |   |           |                     |                     |  |
|  |                     |                     |   |           |                     |                     |  |
|  |                     |                     |   |           |                     |                     |  |
|  |                     |                     |   |           | Colonial            | 2                   |  |
|  |                     | Uno Chapecó         | 4 |           |                     |                     |  |
|  |                     |                     |   |           |                     |                     |  |
|  |                     |                     |   |           |                     |                     |  |
|  |                     |                     |   |           | Tercer lugar        |                     |  |
|  |                     |                     |   |           |                     |                     |  |
|  | Uno Chapecó         | 6                   |   | Palestino | 0                   |                     |  |
|  | Trujillanos         | 1                   |   |           | Trujillanos         | 4                   |  |

### Semifinales
| 21 de julio de 2017, 20:00 (UTC-4) | Uno Chapecó                                                      | 6:1 | Trujillanos FC    | Comité Olímpico Paraguayo, Luque |  |
|                                    | Luisa Mayara · Brenda da Souza · Adailma da Silva · Debora Vanin |     | Lavinia Antequera |                                  |  |

| 21 de julio de 2017, 20:00 (UTC-4) | Sport Colonial                                              | 7:2 | Palestino                           | Comité Olímpico Paraguayo, Luque |  |
|                                    | Paola Brítez · Griselda Garay · Priscila Back · Sol Escobar |     | Nicol Sanhueza · Maryorie Hernández |                                  |  |

### Tercer lugar
| 22 de julio de 2017, 16:00 (UTC-4) | Palestino | 0:4 | Trujillanos FC                      | Comité Olímpico Paraguayo, Luque |  |
|                                    |           |     | Lavinia Antequera · Bárbara Sánchez |                                  |  |